# Десмотеплаза
Шаблон:Infobox nonhuman protein
Десмотеплаза (англ. Desmoteplase) — фібрин-специфічний (тромболітичний) препарат, який був розроблений датською фармацептичною компанією Lundbeck в 2003 році на основі слини кажана-вампіру звичайного (лат. Desmodus rotundus), який знаходиться на стадії розробки та перебуває на клінічних дослідженнях III фази. У 2009 році було розпочато два великих випробування (DIAS-3 та DIAS-4) для перевірки безпечності препарату та ефективності лікування пацієнтів із гострим ішемічним інсультом. Після невдалих тестів DIAS-3, DIAS-4, в грудні 2014 року компанія Lundbeck заявила, що припиняє розробку десмотеплази.

## Відкриття та історія
Ще в 1932 році, як відомо, слина вампіра (Desmodus rotundus) призводить до втручання в кровотворний механізм тварини-господаря. У 1991 році було завершено дослідження ДНК-кодування чотирьох активаторів плазміногену, присутніх у слині кажана. З чотирьох, рекомбінантний активатор слинного плазміногену D. rotundus альфа-1 (rDSPAα1) вивчається далі.
30 серпня біофармацевтична компанія PAION AG (Німеччина) повідомила про припинення участі в спільній розробці препарату десмотеплази з Forest Laboratories. На підставі результатів дослідження III фази DIAS-2 (застосування десмотеплази при гострому ішемічному інсульті) у зв'язку з прогнозованою затримкою подальшої розробки та необхідністю додаткових інвестицій «Forest» вирішила повернути «PAION» всі права на розробку десмотеплази в Північній Америці.
«PAION» і її інший партнер, компанія «LundbeckAS», в даний час завершують аналіз результатів дослідження. Також, для «Forest» вихід з союзу означатиме отримання 4,3 млн євро відшкодуванням витрат на розробку препарату.
Зараз правами на препарат володіє Датська фармацевтична компанія «LundbeckAS».

## Хімічна структура
Десмотеплаза — це рекомбінантна форма DSPA (слиневий активатор плазміногену альфа 1). Структура десмотеплази схожа на rt-PA (альтеплаза), але вона не містить плазмін-чутливого сайту розщеплення та лізин-зв'язувального домену Kringle 2. Як результат, десмотеплаза, порівняно з rt-PA, має високу селективність фібрину, не має нейротоксичності та явного негативного впливу на гематоенцефалічний бар'єр. Десмотеплаза також має період напіввиведення близько чотирьох годин, а rt-PA має термінальний період напіввиведення з плазми близько 5 хвилин.   

## Механізм дії
Під дією десмотеплази білок плазміноген перетворюється на білок плазмін (серинова протеаза). Плазмін розщеплює згустки крові фібрину. Коли кажан-вампір кусає свою жертву, він виділяє фермент, який запобігає згортанню крові. Фермент називається DSPA (Desmodus rotundus слинний активатор плазміногену), і вчені хочуть використовувати DSPA як ліки від інсульту та інфаркту.

## Десмотеплаза в клінічній випробувальній програмі проти гострого ішемічного інсульту
Два випробування II фази DIAS та DEDAS показали, що при внутрішньовенному введенні (IV) десмотеплази через 3-9 годин після появи симптомів ішемічного інсульту, вона була пов'язаною з високою швидкістю реперфузії та низькою швидкістю симптоматичного внутрішньочерепного крововиливу в дозах до 125 мкг/кг. У подальшому випробуванні DIAS-2 не мала такої самої користі. Це можна пояснити включенням значної кількості пацієнтів із легким інсультом на початковому рівні та малим обсягом невідповідності, пов'язаною із відсутністю оклюзії судин. Пост-аналіз об'єднаних даних DIAS, DEDAS та DIAS-2 показав, що пацієнти, які мали проксимальну оклюзію судин головного мозку або високий ступінь стенозу за базовою ангіографією, мали позитивну відповідь на десмотеплазу.
У 2009 році розпочалися випробування DIAS-3 та DIAS-4 фази III, які планували зареєструвати 400 пацієнтів у всьому світі, які перенесли гострий ішемічний інсульт. Учасників лікували десмотеплазою внутрішньовенною болісною дозою 90 мкг/кг протягом 3-9 годин після початку симптому інсульту. Пацієнтів відбирали із оклюзією або високим ступенем стенозу (TIMI 0-1) в проксимальних церебральних артеріях, що оцінюється за допомогою магнітного резонансу або комп'ютерної томографічної ангіографії. По можливості, додаткові оцінки перфузійного та дифузійно-зваженого зображень були зроблені.
Результати досліджень DIAS-3 та DIAS-4 повинні були сказати, чи є десмотеплаза проривним методом лікування гострого ішемічного інсульту. У червні 2014 року Лундбек опублікував прес-реліз про дослідження DIAS-3, де було виявлено нейтральні результати в аналізах лікування. Частка пацієнтів, які мали позитивний клінічний результат, була порівняна у групі десмотеплаз (51,3 %) та у групі плацебо (49,8 %). Лундбек зазначив, що, аналізуючи протокол, десмотеплаза виявляла ефект схожий на плацебо. Публікація досі чекає кінцевих результатів.

## Додаткові посилання
- ClinicalTrials.gov (DIAS-3) [Архівовано 11 вересня 2009 у Wayback Machine.]
- ClinicalTrials.gov (DIAS-4) [Архівовано 10 вересня 2009 у Wayback Machine.]